# Operator sprzężony (przestrzenie Hilberta)
Operator sprzężony (sprzężenie hermitowskie operatora) – operator definiowany w teorii przestrzeni Hilberta następująco:
Jeżeli {\displaystyle {\mathcal {H}}_{1},{\mathcal {H}}_{2}} są przestrzeniami Hilberta oraz {\displaystyle T} jest operatorem liniowym i ograniczonym, takim że
{\displaystyle T\colon {\mathcal {H}}_{1}\to {\mathcal {H}}_{2},}
to operatorem sprzężonym nazywa się operator liniowy
{\displaystyle T^{*}\colon {\mathcal {H}}_{2}\to {\mathcal {H}}_{1}}
taki, że
{\displaystyle \langle Tx,y\rangle =\langle x,T^{*}y\rangle ,}
gdzie {\displaystyle x\in {\mathcal {H}}_{1},y\in {\mathcal {H}}_{2},} zaś {\displaystyle \langle \dots \rangle } oznacza iloczyn skalarny określony odpowiednio w przestrzeniach {\displaystyle {\mathcal {H}}_{1}} oraz {\displaystyle {\mathcal {H}}_{2}.}
Powyższa definicja wypowiedziana słownie mówi:
Operator sprzężony do danego operatora {\displaystyle T} jest to operator {\displaystyle T^{*}} taki, że następujące liczby są identyczne
(1) {\displaystyle \langle Tx,y\rangle ,} czyli iloczyn skalarny wektora {\displaystyle y\in {\mathcal {H}}_{2}} przez wektor powstały w wyniku działania operatora {\displaystyle T} na wektor {\displaystyle x\in {\mathcal {H}}_{1}} oraz
(2) {\displaystyle \langle x,T^{*}y\rangle ,} czyli iloczyn skalarny wektora {\displaystyle x\in {\mathcal {H}}_{1}} przez wektor powstały w wyniku działania operatora {\displaystyle T^{*}} na wektor {\displaystyle y\in {\mathcal {H}}_{2}.}
Należy zauważyć, że iloczyn skalarny {\displaystyle \langle Tx,y\rangle } jest zdefiniowany w przestrzeni {\displaystyle {\mathcal {H}}_{2},} zaś iloczyn skalarny {\displaystyle \langle x,T^{*}y\rangle } jest zdefiniowany w przestrzeni {\displaystyle {\mathcal {H}}_{1}.}
Z twierdzenia Riesza o reprezentacji funkcjonału wynika, że powyższy warunek wyznacza operator {\displaystyle T^{*}} jednoznacznie.

## Własności
Niech {\displaystyle {\mathcal {H}}_{1},{\mathcal {H}}_{2},{\mathcal {H}}_{3}} będą przestrzeniami Hilberta oraz niech
{\displaystyle T,T_{1},T_{2}\colon {\mathcal {H}}_{1}\to {\mathcal {H}}_{2},\,U\colon {\mathcal {H}}_{2}\to {\mathcal {H}}_{3}}
będą operatorami liniowymi i ciągłymi.
- Operator liniowy {\displaystyle T^{*}} jest ograniczony (ciągły) oraz
  - {\displaystyle \|T^{*}\|=\|T\|,}
  - {\displaystyle (T^{*})^{*}=T,}
  - {\displaystyle \|TT^{*}\|=\|T\|^{2}=\|T^{*}T\|.}
- Jeżeli {\displaystyle T} jest izomorfizmem, to również {\displaystyle T^{*}} jest izomorfizmem.
- {\displaystyle (UT)^{*}=T^{*}U^{*}.}
- Jeżeli {\displaystyle T} jest suriektywny, to {\displaystyle T^{*}} jest iniektywny.
- Jeżeli {\displaystyle T} jest iniektywny, to obraz operatora {\displaystyle T^{*}} jest gęsty w {\displaystyle {\mathcal {H}}_{1},} tzn.
{\displaystyle {\overline {T^{*}({\mathcal {H}}_{2})}}={\mathcal {H}}_{1}.}
- Jeżeli {\displaystyle \lambda } jest skalarem, to
{\displaystyle (\lambda T_{1}+T_{2})^{*}={\overline {\lambda }}T_{1}^{*}+T_{2}^{*}.}
- Jeżeli {\displaystyle {\mathcal {H}}_{1},{\mathcal {H}}_{2}} są skończenie wymiarowe, to operator {\displaystyle T} jest reprezentowany przez macierz {\displaystyle (T_{ij}).} Wówczas, operator sprzężony do {\displaystyle T} reprezentowany jest przez macierz sprzężoną hermitowsko z {\displaystyle (T_{ij}).}

## Operator samosprzężony (hermitowski)
Ograniczony operator liniowy {\displaystyle T\colon {\mathcal {H}}\to {\mathcal {H}}} nazywany jest samosprzężonym lub hermitowskim, gdy jest równy swojemu sprzężeniu, tj.
{\displaystyle T=T^{*},}
co jest równoważne stwierdzeniu
{\displaystyle \langle Tx,y\rangle =\langle x,Ty\rangle \quad {\mbox{ dla wszystkich }}x,y\in {\mathcal {H}}}.
W pewnym sensie operatory hermitowskie mają własności analogiczne do liczb rzeczywistych (które są równe swoim sprzężeniom zespolonym).
Operatory hermitowskie tworzą przestrzeń wektorową nad ciałem liczb rzeczywistych, co oznacza, że:
- suma operatorów hermitowskich jest operatorem hermitowskim,
- iloczyn operatora hermitowskiego przez liczbę rzeczywistą jest operatorem hermitowskim.

Operatory te służą do modelowania obserwabli w mechanice kwantowej z tej racji, że mają rzeczywiste wartości własne (patrz niżej).
Twierdzenie Helligenra-Toeplitza mówi, że każdy operator samosprzężony, określony na całej przestrzeni Hilberta jest ograniczony. W ogólności zachodzi jednak potrzeba zdefiniowania operatorów samosprzężonych nieograniczonych (np. operatory położenia i pędu w mechanice kwantowej). Z konieczności nie są one określone na całej przestrzeni Hilberta, a jedynie na podprzestrzeni {\displaystyle D(A)\subset {\mathcal {H}}.}

## Operatory samosprzężone w mechanice kwantowej
W mechanice klasycznej definiuje się różne wielkości fizyczne, które można zmierzyć, np. energię, pęd czy moment pędu. Wielkości te są odpowiednio skalarem, wektorem i pseudowektorem i mogą przyjmować dowolne wartości. Jednak wyniki eksperymentów pokazują, że niekiedy jest inaczej – niekiedy bowiem wielkości mierzalne przyjmują wartości dyskretne.
Dokładniejszego opisu rzeczywistości fizycznej dostarcza mechanika kwantowa, gdzie do opisu wielkości mierzalnych wprowadza się operatory hermitowskie (jednak należy definicje podane w tym artykule uogólnić na operatory liniowe, które nie są ograniczone). Operatory te są nazywane obserwablami, gdyż ich wartości własne przedstawiają jedyne wartości liczbowe, jakie można otrzymać w wyniku pomiaru (czyli „obserwacji”) danej wielkości fizycznej.
Np. definiuje się operatory pędu, energii, momentu pędu, spinu, które są określone na pewnej przestrzeni Hilberta (przy czym postać przestrzeni Hilberta zależy od rodzaju rozpatrywanego układu fizycznego). Jeżeli operatory mają dyskretne widmo wartości własnych, to oznacza, że wartości możliwe do uzyskania w pomiarze także są dyskretne.